# Sant Prist de Privàs
Saint-Priest és un municipi francès situat al departament de l'Ardecha i a la regió d'Alvèrnia-Roine-Alps. L'any 2007 tenia 1.208 habitants.

## Demografia

### Població
El 2007 la població de fet de Saint-Priest era de 1.208 persones. Hi havia 437 famílies de les quals 78 eren unipersonals (49 homes vivint sols i 29 dones vivint soles), 144 parelles sense fills, 194 parelles amb fills i 21 famílies monoparentals amb fills.
La població ha evolucionat segons el següent gràfic:
Habitants censats

### Habitatges
El 2007 hi havia 499 habitatges, 449 eren l'habitatge principal de la família, 38 eren segones residències i 13 estaven desocupats. 455 eren cases i 44 eren apartaments. Dels 449 habitatges principals, 359 estaven ocupats pels seus propietaris, 83 estaven llogats i ocupats pels llogaters i 6 estaven cedits a títol gratuït; 14 tenien dues cambres, 52 en tenien tres, 131 en tenien quatre i 251 en tenien cinc o més. 399 habitatges disposaven pel capbaix d'una plaça de pàrquing. A 122 habitatges hi havia un automòbil i a 304 n'hi havia dos o més.

### Piràmide de població
La piràmide de població per edats i sexe el 2009 era:
| Homes | Edats   | Dones |
| ----- | ------- | ----- |
| 0     | 95 o +  | 0     |
| 0     | 90 a 94 | 0     |
| 4     | 85 a 89 | 8     |
| 8     | 80 a 84 | 0     |
| 12    | 75 a 79 | 12    |
| 12    | 70 a 74 | 12    |
| 28    | 65 a 69 | 16    |
| 28    | 60 a 64 | 16    |
| 12    | 55 a 59 | 28    |
| 24    | 50 a 54 | 48    |
| 32    | 45 a 49 | 28    |
| 96    | 40 a 44 | 96    |
| 64    | 35 a 39 | 40    |
| 32    | 30 a 34 | 48    |
| 12    | 25 a 29 | 16    |
| 28    | 20 a 24 | 12    |
| 64    | 15 a 19 | 60    |
| 52    | 10 a 14 | 24    |
| 40    | 5 a 9   | 40    |
| 40    | 0 a 4   | 24    |

## Economia
El 2007 la població en edat de treballar era de 806 persones, 629 eren actives i 177 eren inactives. De les 629 persones actives 590 estaven ocupades (308 homes i 282 dones) i 39 estaven aturades (23 homes i 16 dones). De les 177 persones inactives 75 estaven jubilades, 64 estaven estudiant i 38 estaven classificades com a «altres inactius».

### Ingressos
El 2009 a Saint-Priest hi havia 483 unitats fiscals que integraven 1.297 persones, la mediana anual d'ingressos fiscals per persona era de 18.920,5 €.

### Activitats econòmiques
Dels 36 establiments que hi havia el 2007, 1 era d'una empresa extractiva, 1 d'una empresa de fabricació d'altres productes industrials, 15 d'empreses de construcció, 3 d'empreses de comerç i reparació d'automòbils, 1 d'una empresa de transport, 4 d'empreses d'hostatgeria i restauració, 2 d'empreses financeres, 3 d'empreses immobiliàries, 4 d'empreses de serveis i 2 d'empreses classificades com a «altres activitats de serveis».
Dels 19 establiments de servei als particulars que hi havia el 2009, 1 era un taller de reparació d'automòbils i de material agrícola, 2 paletes, 3 guixaires pintors, 3 lampisteries, 4 electricistes, 1 perruqueria, 1 veterinari, 2 restaurants i 2 agències immobiliàries.
L'any 2000 a Saint-Priest hi havia 18 explotacions agrícoles que ocupaven un total de 255 hectàrees.

## Equipaments sanitaris i escolars
El 2009 hi havia una escola elemental.

## Poblacions més properes
El següent diagrama mostra les poblacions més properes.